# Bojan Postružnik
Bojan Postružnik, slovenski lokostrelec, * 31. maj 1952, Maribor, † 23. april 1989, Hrvaška
Postružnik je za Jugoslavijo nastopil na Poletnih olimpijskih igrah 1976 v Montrealu, kjer je v posamični konkurenci osvojil 9. mesto.
Življenje je izgubil na hrvaškem morju. Med jadranjem je padel z jadrnice in utonil.